# Stardust (bài hát của Lena Meyer-Landrut)
"Stardust" là ca khúc của nữ ca sĩ người Đức Lena Meyer-Landrut. Được phát hành vào ngày 21 tháng 9 năm 2012, ca khúc là sáng tác của Rosi Golan và Tim Myersy, do Swen Meyer sản xuất, và nằm trong album phòng thu thứ ba của Lena Stardust (2012).

## Thông tin
"Stardust" được sáng tác bởi ca - nhạc sĩ người Mĩ gốc Do Thái Rosi Golan, và nhạc sĩ người Mĩ Tim Myers, cựu thành viên của nhóm OneRepublic. Golan trước đó đã viết các ca khúc "Bee" và "I Like You", đã được Lena thu âm và trình diễn. Năm 2010, "Bee" là ca khúc bán chạy thứ hai của Lena và giành được No.3 trên BXH đĩa đơn Đức.
Ca khúc được trình bày lần đầu tiên vào ngày 30 tháng 7,2012 ở Munich, trong một sự kiện quảng bá. Nó được phát trên đài radio vào ngày 08 tháng 8 năm 2012. Ca khúc được trình diễn quốc tế lần đầu tiên tại Kỉ niệm 40 năm của Porsche Design, diễn ra tại Beverly Hills, Los Angeles vào ngày 04 tháng 9. Đĩa đơn đầu tiên trích từ album cùng tên, cũng là album thứ ba của Lena, phát hành dưới hai dạng CD và kĩ thuật số vào ngày 21 tháng 9 năm 2012 tại Đức, Áo và Thuỵ Sĩ. Đĩa đơn cũng bao gồm ca khúc "Time", nhưng nó lại không nằm trong album chính thức. Ca khúc này một bản cover lại từ Ben's Brother, do Ian Mack và Jamie Hartman sáng tác.
Tháng 12, 2012, ca khúc nhận được chứng nhận Đĩa Vàng ở Đức nhờ bán được hơn 150.000 bản CD và kĩ thuật số. "Stardust" cũng được chọn làm ca khúc chủ đề cho bộ phim Jesus liebt mich (Giêsu yêu tôi), được phát hành trên hệ thống rạp chiếu phim ở Đức vào Giáng sinh năm 2012.
Tháng 3, 2014, ca khúc lần đầu tiên được sử dụng làm nhạc quảng cáo bởi kênh truyền hình Anh ITV, cho chương trình quảng cáo xuân hè của họ.

## MV
MV của ca khúc được quay vào tháng 8 năm 2012 tại một bán hoang mạc ở Tây Ban Nha. Nó được phát hành vào ngày 07 tháng 9 năm 2012. MV được đạo diễn bởi Bode Brodmüller, người từng làm việc với Joy Denalane, Max Herre và Jan Delay. MV tập trung vào Lena, lúc nhảy múa, lúc đứng, lúc chạy, lúc nằm trên nền đất trong nhiều bộ trang phục, hoặc đang tắm. Ngoài ra có sự phụ hoạ của các vũ công nữ được trát bùn đầy người.
Ngày 21 tháng 3 năm 2013, tại ECHO Awards, một giải thưởng âm nhạc của ĐỨc, MV của "Stardust" đã chiến thắng Hạng mục Video xuất sắc nhất.

## Tracklist
| STT | Nhan đề    | Sáng tác                | Sản xuất   | Thời lượng |
| --- | ---------- | ----------------------- | ---------- | ---------- |
| 1.  | "Stardust" | Rosi Golan, Tim Myers   | Swen Meyer | 3:31       |
| 2.  | "Time"     | Jamie Hartman, Ian Mack | Swen Meyer | 4:21       |

## Credit

### Stardust
- Hát chính - Lena Meyer-Landrut
- Sáng tác - Rosi Golan, Tim Myers
- Sản xuất - Swen Meyer
- Guitar, Glockenspiel - Marcus Schneider
- Trống - Reiner Kallas
- Bass - Felix Weigt
- Piano - Arne Straube
- Bộ gõ - Swen Meyer
- Cello - Hagen Kuhr
- Hát lót - Ruben Seevers, Anna Katharina Bauer, Mo Bahla
- Hãng đĩa: USFO, Universal Music

### Time
- Hát chính - Lena Meyer-Landrut
- Sáng tác - Jamie Hartman, Ian Mack
- Sản xuất - Swen Meyer
- Guitar - Marcus Schneider
- Trống - Reiner "Kallas" Hubert
- Bass - Felix Weigt
- Rhodes, Organ - Arne Straube
- Bộ gõ, chỉnh âm: Swen Meyer
- Violin - Stefan Pintov, Maja Machold
- Cello - Hanno Kuhns
- Viola - Harald Schmidt
- Hát lót - Ruben Seevers, Antje Schomaker
- Hãng đĩa: USFO, Universal Music

## Phát hành
| Quốc gia   | Ngày                | Hãng đĩa              |
| ---------- | ------------------- | --------------------- |
| Đức        | 21 tháng 9 năm 2012 | USFO; Universal Music |
| Thuỵ Sĩ    | 21 tháng 9 năm 2012 | USFO; Universal Music |
| Áo         | 21 tháng 9 năm 2012 | USFO; Universal Music |
| Luxembourg | 21 tháng 9 năm 2012 | USFO; Universal Music |

## Bảng xếp hạng
| Bảng xếp hạng (2012)          | Vị trí cao nhất |
| ----------------------------- | --------------- |
| Áo (Ö3 Austria Top 40)        | 14              |
| Đức (Media Control AG)        | 2               |
| Luxembourg (Billboard)        | 9               |
| Thụy Sĩ (Schweizer Hitparade) | 74              |

### Chứng nhận
| Quốc gia   | Chứng nhận | Số đơn vị/doanh số chứng nhận |
| ---------- | ---------- | ----------------------------- |
| Đức (BVMI) | Gold       | 250.000^                      |

## Giải thưởng và đề cử
| Năm  | Giải thưởng      | Hạng mục              | Kết quả   |
| ---- | ---------------- | --------------------- | --------- |
| 2012 | 1LIVE KRONE      | Đĩa đơn xuất sắc nhất | Đề cử     |
| 2013 | 2013 ECHO Awards | Video xuất sắc nhất   | Đoạt giải |